# Sousoší svatého Cyrila a Metoděje (Třebíč)

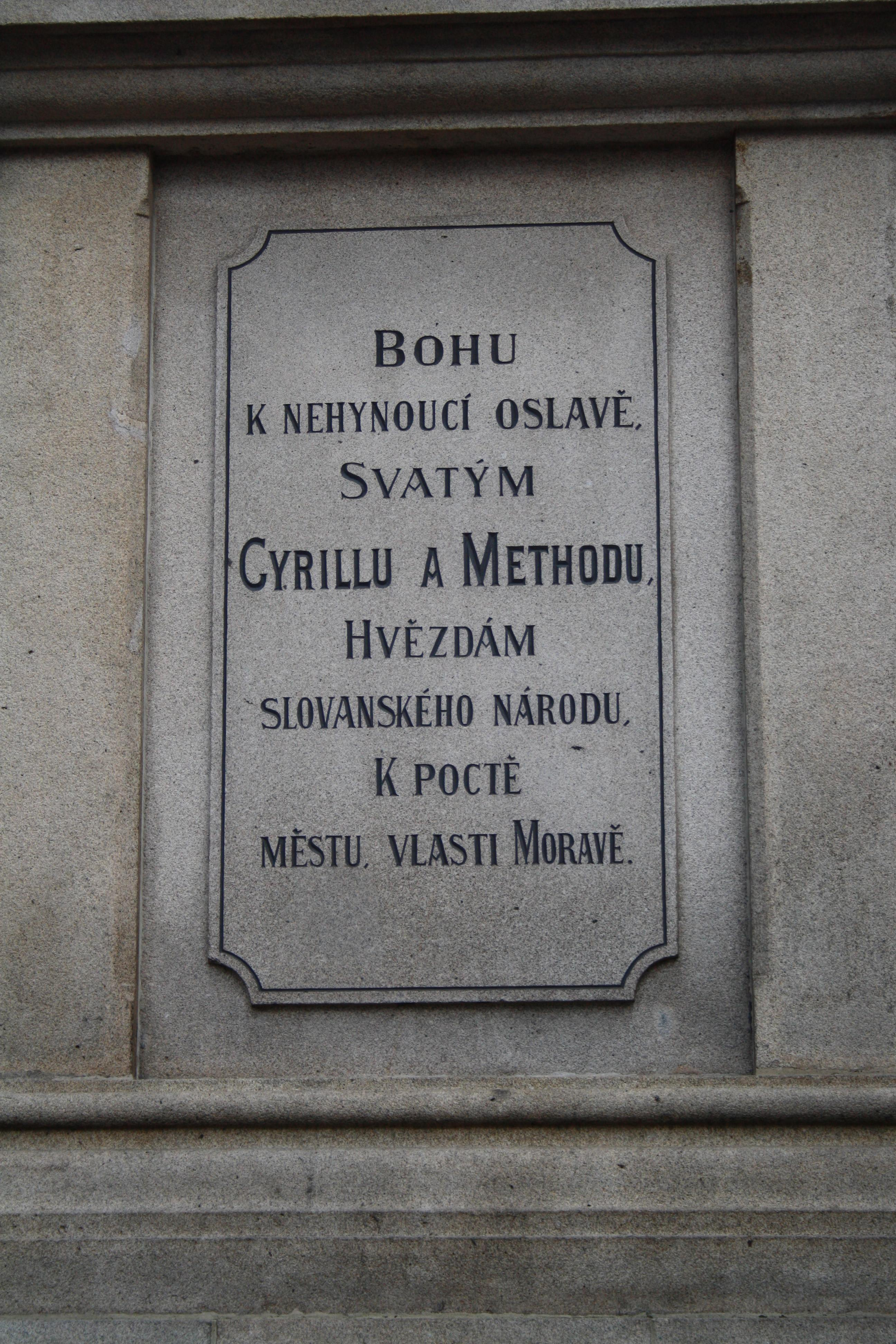
Pamětní deska na sousoší

Sousoší svatého Cyrila a Metoděje je kulturní památka ve středu Karlova náměstí v Třebíči.

## Historie
Bylo vytvořeno k tisícímu výročí příchodu věrozvěstů na Moravu v roce 1885. S iniciativou přišel kaplan u kostela sv. Martina z Tours František Diviš v roce 1867. Za vhodné bylo vytipováno místo, kde původně býval pranýř a popraviště trestem stětím.
Na podporu postavení sousoší se konala i veřejná sbírka. Vybralo se 2487 zlatých a ty byly předány organizačnímu výboru pro postavení sousoší. Organizační výbor nejdříve jednal s Josefem V. Myslbekem, ale jeho požadavek – 3400 až 3800 zlatých za zhotovení sousoší vysokého devět stop a stojícího na stejně vysokém podstavci – se organizačnímu výboru zdál být přemrštěný. Organizační výbor se poté obrátil na sochaře Ludvíka Šimka; jeho návrh poté vytesal sochař Bernard Otto Seeling.
Podstavec sochy vzešel z rukou kameníka Josefa Hraby z Počátek. Řetěz, který sousoší lemoval až do druhé světové války, kdy byl zabaven, zhotovily blanenské železárny. Pro vztyčení sousoší bylo nutno vykopat třímetrové základy (v něm organizační výbor uložil schránku s dokumenty určenými potomkům). Sousoší připutovalo do Třebíče z Prahy železnicí přes stanici Stařeč, v níž bylo přeloženo na povozy, které je dovezly až na místo určení.
Slavnostní posvěcení sousoší 16. srpna 1885 bylo dvoudenní slavností. Oslav se zúčastnil i brněnský biskup František Saleský Bauer.
Pro své umístění v shromažďovací části Karlova náměstí bylo sousoší také místem, odkud promlouvali organizátoři demonstrací sametové revoluce, místem, kde v revolučních dnech plály svíčky.
V roce 2005 bylo sousoší rekonstruováno. Několik let předtím proběhla obnova podstavce; na něm stojí: Bohu k nehynoucí oslavě. Svatým Cyrilu a Methodu hvězdám slovanského národu. K poctě městu, vlasti Moravě.
V roce 2021 při rekonstrukci náměstí byla socha zrentgenována a mezi dubnem a říjnem téhož roku byla rekonstruována. V podstavci sochy byla objevena časová schránka, vyjmutí schránky je komplikované, protože by bylo nutné sochu nadzdvihnout a to je komplikované.